# Glaciar Merced
O Glaciar Merced (português europeu) ou Geleira Merced (português brasileiro) (em inglês:  Merced Glacier) foi um glaciar existente no Parque Nacional de Yosemite, Sierra Nevada, Califórnia, descoberto em 1871 por John Muir (e que veio consubstanciar a tese da origem glacial de toda a área do parque).